# Macrophiothrix lineocaerulea
Macrophiothrix lineocaerulea is een slangster uit de familie Ophiotrichidae.
De wetenschappelijke naam van de soort werd in 1928 gepubliceerd door Hubert Lyman Clark.